# Escola d'Art i Disseny de Tarragona
L'Escola d'Art i Disseny de Tarragona (EADT) és el principal centre educatiu d'arts plàstiques, disseny i imatge de les comarques de Tarragona (Catalunya). Des del 1975 és a la Zona educativa de la ciutat de Tarragona, entre la carretera de Valls i l'accés al barri de Sant Pere i Sant Pau i al Campus Sescelades de la Universitat Rovira i Virgili (URV).
En l'actualitat compta amb més de 400 alumnes cada curs que poden accedir tant a formació reglada amb títols oficials (cicles formatius de Grau Superior de Joieria, Fotografia, Il·lustració, Animació, Gràfica Publicitària, Gràfica Interactiva i Arts aplicades al mur) com cursos a monogràfics i d'especialització (en ceràmica, gravat, escultura, dibuix, pintura, etc.). Des del curs 2013/14 ofereix els nous títols oficials d'art i disseny previstos per la LOE (que s'apliquen a tot el territori català des aquest curs), adaptant l'Escola a les noves demandes educatives i socials.
L'Escola té els seus orígens històrics el 1934, sota el nom de "Taller-Escola de Pintura i Escultura" durant la Segona República, quan la ciutat de Tarragona i la Generalitat de Catalunya van impulsar una primera escola a Tarragona per tal de descentralitzar els estudis de les Belles Arts i dels Oficis Artístics. El programa impulsat per Ignasi Mallol i Joan Rebull estava basat en la llibertat creativa de l'alumnat en tres cursos de nou mesos plantejats de forma progressiva on l'alumnat (de setze anys) assistia a cinc hores diàries d'escultura, pintura i "cultura general" (història de l'art), i amb cursos extraordinaris d'estiu fets a diferents localitats. L'escola permetia l'accés lliure i gratuït a les classes fins a 20 dies per cada curs. El professorat del Taller-Escola de Pintura i Escultura va estar compost per Ignasi Mallol, Joan Rebull, Josep Mª Capdevila, Enric Cristòfol Ricart i Salvador Martorell. Durant la Guerra Civil Espanyola, l'Escola original situada al carrer Gasòmetre de Tarragona va ser bombardejada i destruïda. Per a saber-ne més consultar l'article de l'ex-directora del Museu d'Art Modern de Tarragona Rosa Mª Ricomà.
Després de la Guerra Civil, Diputació de Tarragona reobre l'escola el 1946. Fa més de seixanta anys, per tant, que Diputació de Tarragona apostà pels ensenyaments artístics. En aquest sentit, les aules i tallers de l'Escola d'Art i Disseny de Diputació a Tarragona tenen una llarga trajectòria donant servei a moltes persones que s'han interessat i es continuen interessant en la creació artística i el disseny a les comarques de Tarragona.